# Linones
Los linones eran una tribu eslava que se asentó desde el siglo IX al XI en la zona del actual Westprignitz en el noroeste del estado de Brandeburgo. Su ciudad era Lunkini (también Lunzini ), hoy Lenzen. Los linones mantuvieron estrechas relaciones con sus vecinos los abodritas, con los cuales probablemente acabaron confederándose.   

## Denominación
No está claro si su denominación partía de la propia tribu o fueron nombrados así por terceros. Además del término linones, las fuentes escritas constatan otras ortografías fonéticamente similares como Hilinones, Linai, Lini, Linaa, Lingones o Linguones. El área de su asentamiento se llamaba Linagga. El nombre se remonta al vocablo Glina, que se utilizaba para nombrar ríos, arroyos y prados.

## Área de asentamiento
En el siglo IX, el área de asentamiento de los linones se extendía a lo largo del Elba desde Wehningen, al norte de Dömitz, hasta Lenzen. El castillo construido en esta ciudad en el siglo X dominaba un importante paso del Elba. Según los hallazgos arqueológicos, el foco principal del asentamiento de los linones estaba en la zona comprendida entre Grabow y Putlitz . Las primeras fortalezas eslavas se localizaban en Frehne, Pinnow, Mankmuß, Stavenow, Dallmin, Dambeck, Brunow, Wulfsahl, Marnitz y Muchow. No está claro si los linones también se establecieron en la orilla izquierda del río Elba, es decir, en el actual distrito de Lüchow-Dannenberg.   

## Historia
Las primeras noticias sobre los linones se hallan en una cita de los Annales regni Francorum del año 808. Los linones, junto con los esmeldingos y gran parte de la confederación abodrita, habían abandonado al gobernante abodrítico y aliado de los francos, Drasco, y se habían unido al rey danés Godofredo I. Para proteger la frontera imperial, Carlomagno envió a su hijo Carlos el Joven al Elba con un ejército. Sin embargo, como los daneses no hicieron ningún intento de avanzar tierra adentro desde el Báltico, Carlomagno construyó un puente sobre el Elba y dirigió su ejército contra los linones y los esmeldingos, devastó su territorio y luego regresó con sus tropas a través del río a Sajonia. Esta expedición punitiva contra los linones rebeldes parece haber tenido un éxito dudoso porque mientras los anales imperiales por separado enfatizan la ausencia de pérdidas, el Chronicon Moissiacense informa de muertes de francos. El intento militar de Drasco al año siguiente de someter a los linones también fracasó. Después de que los francos en 810 tuvieron que aceptar la pérdida del fuerte en el Höhbeck debido a un ataque de los veletos, aliados de los linones, Carlomagno inicia en 811 otra expedición contra los linones para pacificar la zona más allá de la frontera imperial, aunque con escasos resultados.
En las crónicas de los años 839 y 858 los linones son citados nuevamente como aliados de los abodritas y que se enfrentaron a los ejércitos de Luis el Piadoso y posteriormente de Luis el Germánico. En cualquier caso, los linones se percibían como una agrupación independiente. A mediados del siglo IX, el Geógrafo Bávaro los denominaba como un "populus". La última mención de los linones en las crónicas francas data del año 877, cuando se negaron a pagar tributos a los francos. Investigaciones recientes han deducido de este texto que los linones tal vez no fuesen realmente una tribu con una estructura organizativa y de gobierno propia, sino más bien los habitantes tributarios de una región del Elba en cuyo territorio los francos habían creado una estructura administrativa rudimentaria para la recaudación de impuestos.